# Sociedad Geográfica de Colombia
La Sociedad Geográfica de Colombia (SGC), también conocida como Academia de Ciencias Geográficas, es una agencia colombiana de carácter cultural encargada de fomentar el conocimiento de la geografía nacional, así como los estudios geográficos en general y su difusión a nivel nacional e internacional.

## Historia
La Sociedad Geográfica de Colombia fue fundada el 20 de agosto de 1903 en la ciudad de Bogotá, por el Dr. Julio Garavito, por disposición del entonces vicepresidente de la República José Manuel Marroquín.
La agencia fue elevada a la categoría de Cuerpo Consultivo del Gobierno Nacional por medio de la Ley 086 de 1928, en los artículos 13, 15 y 19 de la misma, donde también se le confirió el carácter de Academia bajo la tutela del Ministerio de Educación. La Sociedad ha recibido en dos ocasiones la Cruz de Boyacá e igualmente ha sido condecorada por el Senado de la República y por el Ministerio de Transporte con la Orden al Mérito "Julio Garavito" en el Grado de Cruz de Plata.

## Objetivos
La Sociedad Geográfica de Colombia tiene como principales objetivos:
- Fomentar de manera especial los estudios geográficos en general, y particularmente los relativos al territorio de la República en sus distintos aspectos.
- Promover en las personas elementos de interpretación del territorio colombiano.
- Aportar una visión geopolítica, dinámica, renovada, del país en un contexto de ordenamiento territorial.
- Cumplir una tarea pedagógica, que opere como medio didáctico y facilite procesos de consulta y autoaprendizaje y promueva en las personas comportamientos y actitudes de respeto con el patrimonio natural y cultural, condición indispensable para el progreso de las naciones.

## Publicaciones
- Publicación del segundo Atlas Geográfico de Colombia. Los últimos Atlas los ha publicado el Instituto Geográfico Agustín Codazzi.
- Boletín de la Sociedad Geográfica de Colombia (volumen de carácter anual).[5]

## Miembros
La sociedad puede estar conformada hasta por cuarenta Miembros de Número y hasta por cien Correspondientes, pudiendo ser estos nacionales o extranjeros, a quienes la Asamblea General les reconozca prestancia e idoneidad evidente en el trabajo y los aportes hechos al conocimiento geográfico de Colombia, según se establece en los estatutos de la agencia.
- Alberto Mendoza Morales
- Adolfo Clavijo Ardila
- Álvaro Valencia Tovar
- Ángel Miguel Massiris Cabeza
- Armando Espinosa Baquero
- Augusto Bahamón Dussán
- Clímaco Ramírez Quintero
- Daniel Palacios Martínez
- Edgardo Moncayo Jiménez
- Eufrasio Bernal Duffo
- Fabio González Zuleta
- Felipe Cancelado Muñoz
- Gabriel Puyana García
- Gonzalo Correal Urrego
- Hernando Dueñas Jiménez
- Jaime Panqueva Osma
- Jaime Quintero Russi
- Javier Acevedo Restrepo
- Jean Emilio Bottagisio
- Jorge Arias De Greiff
- Jorge Salguero Cubides
- José Agustín Blanco Barros
- Julio Carrizosa Umaña
- Julio Londoño Paredes
- Luis Carlos Jiménez Reyes
- Mariano Ospina Rodríguez
- Ovidio Oundjian Besnard
- Paolo Lugari Castrillón
- Ricardo Lombo Torres
- Rodolfo Llinás Rivera
- Walter Rafael Escorcia Marín